# San Stanislao Kostka (Palermo)

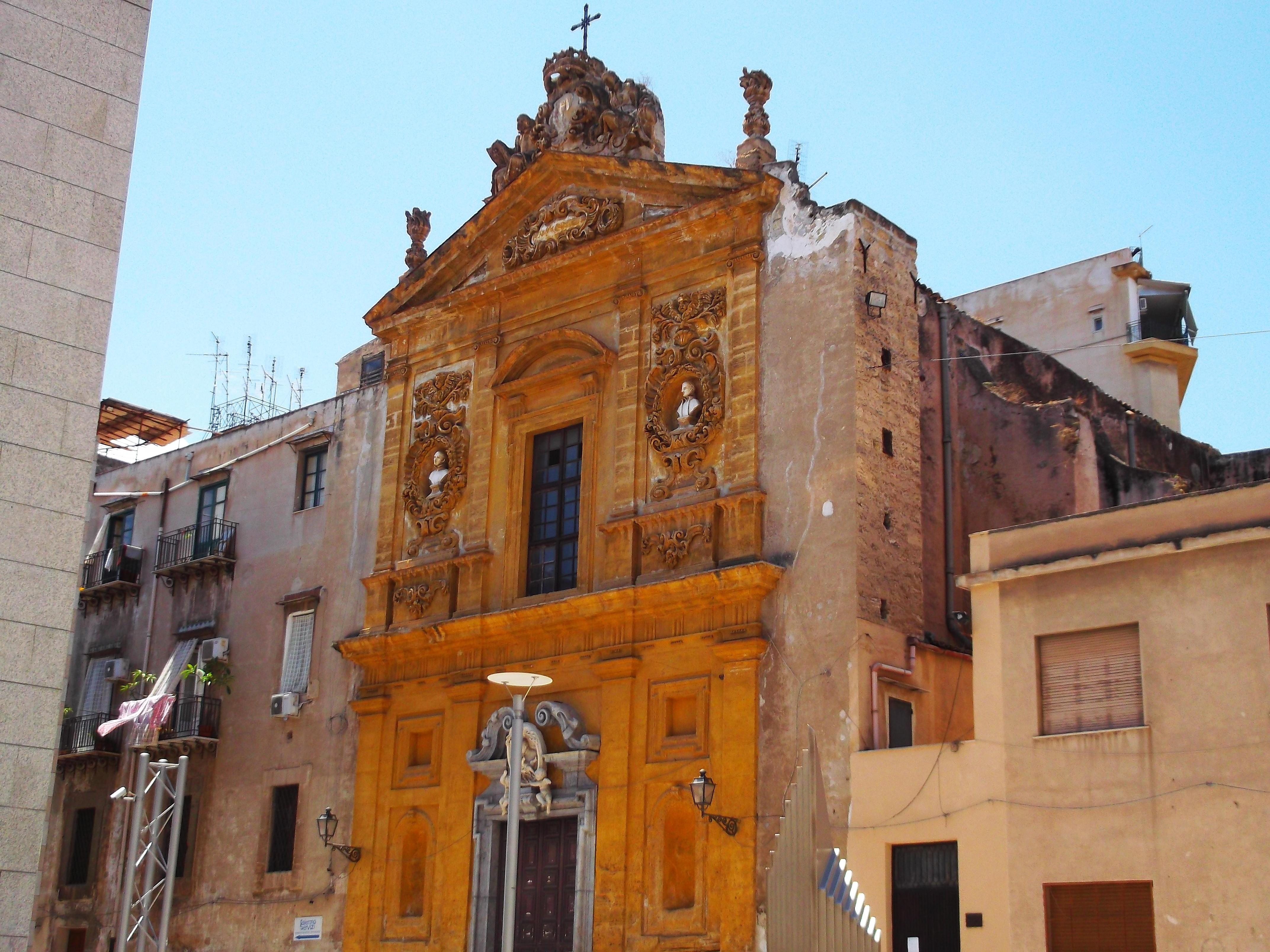
San Stanislao Kostka

Die Kirche San Stanislao Kostka ist eine Pfarrkirche in Palermo.

## Beschreibung der Kirche
Entworfen wurden das an der Piazza Noviziato gelegene Kolleg und die Kirche 1604 von Natale Masuccio aus Messina, der parallel auch mit dem Bau der Jesuitenkirche von Palermo beschäftigt war.
Sie diente als Kapelle für das Kolleg der Jesuiten-Novizen. Abgeschlossen wurde der Bau erst 1704 mit der Fertigstellung der Fassade durch Giuseppe Diamante.
Nach der Vertreibung der Jesuiten im Jahr 1767 dienten die Kolleggebäude als Kaserne für die Truppen der Bourbonen. Sie wurden während der palermitanischen Aufstände von 1848 zerstört und verfielen später, die Kirche ist seither Gemeindekirche.
Die von einem Gebälk geteilte und von einem Giebel gekrönte Fassade von Diamante ist von vier Pilastern strukturiert, zwischen denen Bogen- und Quadratnischen und zwei vegetabil dekorierte Medaillons auf Scheinsockeln mit jesuitischen Heiligen angebracht sind. Über der Tür befindet sich das von zwei Putten getragene Medaillon mit dem heiligen Stanislaus Kostka von Giacomo Pennino (1725).
Zwischen 1763 und 1765 wurde das Innere im Stil des Rokoko reich mit Stuck von Diamante und Fresken von De Palma dekoriert. Die Deckengewölbe sind von den Stuckateuren Gaspare Firriolo und Vittorio Perez mit Darstellungen von Symbolen der Eucharistie und der Bundeslade geschmückt.

## Gemälde und Skulpturen
- Bartolomeo Sansovino: im Presbyterium Skulpturen der Nächstenliebe und des Überflusses
- Giuseppe Palumbo: Madonna und Johannes (1686, wohl nach einem Entwurf von Paolo Amato)
- Antonio Grano: in der Seitenkapelle (Wände und Decke) mit Passionsfresken (1687)
- Paolo Amato: in der Cappella S. Ignazio Entwurf und Ausführung der Dekoration (in Zusammenarbeit mit Francesco Scuto)
- Gaetano Mercurio: Hauptaltarbild „Letztes Abendmahl“ (um 1770)